# Alfredo Lefebvre
Alfredo Lefebvre Robledo (Valparaíso, 1917-1971) fue un crítico literario chileno.

## Biografía
En 1942 se licencia en el Instituto Pedagógico de la Universidad de Chile con el título de profesor de Estado de la asignatura de castellano y en 1945 comienza su producción literaria con la publicación de la antología Poetas chilenos contemporáneos. Viajó por Europa y fue alumno de Dámaso Alonso en diversos cursos de estilística. Además se desempeñó como profesor de la Escuela Militar y de los liceos de Puerto Montt y Valparaíso. En 1952 ejerce como crítico literario y teatral del diario El Sur de Concepción (1952-1964).También colaboró en la revista Estudios. Desde 1952 impartió clases en la Universidad de Concepción y terminó en ella como titular de la cátedra de literatura española. Animó allí además el teatro universitario y conoció a hispanistas como Jaime Concha, Jaime Giordano y Gastón von dem Bussche. En 1955 gana el premio de teatro de la SECH y en 1956 es distinguido por la Sociedad de Escritores, el mismo año que recibe el premio especial Atenea. En 1960 asesoró a Fernando Alegría en el Primer taller de escritores junto a Gonzalo Rojas, Braulio Arenas y Juan Loveluck. En 1961 publica Artículos de malas costumbres, una recopilación de su trabajo periodístico. Su última publicación fue:  Los españoles van a otro mundo, Barcelona, 1968 , ensayo que le significó dos años de investigación en Madrid.
Falleció en 1971, dejando mucha obra inédita

## Obras
- Poetas chilenos contemporáneos, breve antología, 1945, muy reimpreso.
- La poesía del Capitán Aldana (1537-1578). Concepción : Universidad de Concepción, Facultad de Filosofía y Educación, 1953.
- La fama en el teatro de Lope : (un aspecto de elaboración dramática). Madrid : Taurus, 1962.
- La infalibilidad del poeta. [Santiago] : Universidad de Chile, 1946.
- Artículos de malas costumbres. Santiago: Universitaria, c 1961.
- Poesía española y chilena : análisis e interpretación de textos. Santiago :Edit. del Pacífico, 1958.
- Los españoles van a otro mundo. Barcelona: Pomaire, 1968.
- El tordo dicen que es negro. Drama en tres actos. Basado en la novela "Don Jorge y el dragón" de José Manuel Vergara, manuscrito, Santiago de Chile, 1970.